# Sangé Sherpa
Sangé Sherpa, né le 9 juillet 1981 à Taplejung au Népal, est un coureur de trail et d'ultra-trail népalais. Il s'est illustré en 2013 en remportant l'UTTJ  sur 110 km.

## Biographie

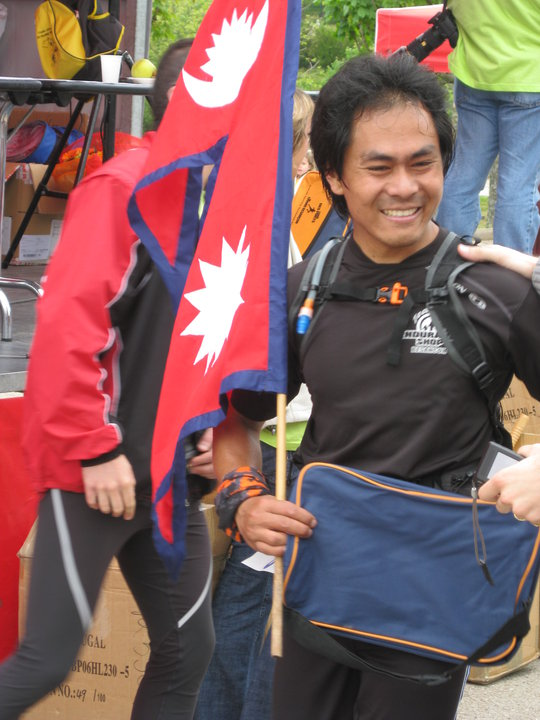
Sangé Sherpa à l'arrivée du Trail des Forts à Besançon en 2011.

Sangé Sherpa est né en 1981 dans une petite maison accrochée aux montagnes de Taplejung (région du Kanchenjunga) à l’Est du Népal. Après son lycée, il partit rejoindre deux de ses sœurs à Katmandou pour ses études supérieures. Il apprit la peinture, puis la flute indienne.
Pour payer ses études, il commença comme porteur, puis il finit guide de trek. Anglophone de formation, il décida de se mettre au français pour faire la différence avec ses collègues et accompagner les touristes francophones. Il s’inscrit à l’Alliance Française de Katmandou, passe le DELF A1. Très bon élève, il gagne une bourse de l’État Français pour venir faire un stage au Centre de Linguistique Appliquée de Besançon.

## Podiums

### 2012
| Date        | Course                   | Distance | Podium |
| ----------- | ------------------------ | -------- | ------ |
| 17 -18 mars | Trail du Val de la Loue  | 54 km    | 1er    |
| 1er avril   | Trail des Reculés        | 36 km    | 1er    |
| 15 avril    | Rêverot’trail            | 39 km    | 3e     |
| 29 avril    | Ecotrail des Lacs        | 36 km    | 3e     |
| 13 mai      | Trail des Forts          | 45 km    | 3e     |
| 17 juin     | Trail des Bosses         | 38 km    | 2e     |
| 8 juillet   | Trail de la Dame Blanche | 44 km    | 1er    |

### 2013
| Date          | Course                     | Distance | Podium                |
| ------------- | -------------------------- | -------- | --------------------- |
| 19 janvier    | Trail Blanc de Mouthe      | 13 km    | 3e                    |
| 3 mars        | Trail du Mont de Gy        | 27 km    | 2e                    |
| 16 mars       | Nocturne du Val de la Loue | 20 km    | 1er                   |
| 17 mars       | Trail du Val de la Loue    | 34 km    | 3e                    |
| 7 avril       | Trail des Reculées         | 36 km    | 3e                    |
| 14 avril      | Réverot’trail              | 38 km    | 2e                    |
| 28 avril      | Eco trail des Lacs         | 38 km    | 1er                   |
| 2 juin        | Transju’trail              | 70 km    | 3e                    |
| 9 juin        | St. Vit’trail              | 23 km    | 2e                    |
| 16 juin       | Trail du Mont D’or         | 45 km    | 2e                    |
| 13-14 juillet | UTTJ                       | 110 km   | 1er                   |
| 29 juillet    | Trail du Tour des Fiz      | 63 km    | 4e (2e par catégorie) |
| 4 août        | Courchevel X-trail         | 54 km    | 4e (3e par catégorie) |
| 30 août       | Echappée Belle             | 140 km   | 3e                    |
| 21 septembre  | Humani’trail               | 50 km    | 1er                   |
| 13 octobre    | Trail des 7 Monts          | 36 km    | 2e                    |
| 20 octobre    | Trail du Lison             | 38 km    | 1er.                  |

### 2014
| Date         | Course       | Distance | Podium |
| ------------ | ------------ | -------- | ------ |
| 27 septembre | Humani’trail | 55 km    | 1er    |

### 2015
| Date       | Course                            | Distance | Classement |
| ---------- | --------------------------------- | -------- | ---------- |
| 19 juillet | Eiger Ultra Trail                 | 101 km   | 4e         |
| 26 juillet | Trail du Tour des Fiz - 8 refuges | 61 km    | 1er        |

### 2016
| Date      | Course          | Distance | Classement |
| --------- | --------------- | -------- | ---------- |
| 9 octobre | Trail de Vesoul | 51 km    | 1er        |

### 2017
| Date       | Course                  | Distance | Classement |
| ---------- | ----------------------- | -------- | ---------- |
| 28 juillet | Ultra trail de Montreux | 161 km   | 1er        |

### 2018
| Date       | Course                  | Distance | Classement |
| ---------- | ----------------------- | -------- | ---------- |
| 27 juillet | Ultra trail de Montreux | 163 km   | 1er        |

Toutes ses courses sur Kikourou